# Hovenweep National Monument
 (décembre 2009).
Le Hovenweep National Monument est situé à cheval sur la frontière entre les États du Colorado et de l'Utah, à l'ouest de Cortez aux États-Unis. Le président Warren G. Harding fit de Hovenweep un Monument national américain le 2 mars 1923. Le monument consiste en six groupes de ruines amérindiennes. Quatre sont situés au sein du Colorado : Holly Canyon (« le Canyon Saint »), Hackberry Canyon, Cutthroat Castle (« Château coupe-gorge ») et Goodman Point. En Utah, les deux groupes de ruines sont dénommés Square Tower (« Tour Carrée ») et Cajon. Le centre de visite des monuments est situé dans le groupe de Square Tower entre Pleasant View (Colorado) et Hatch Trading Post (Utah).

## Découverte

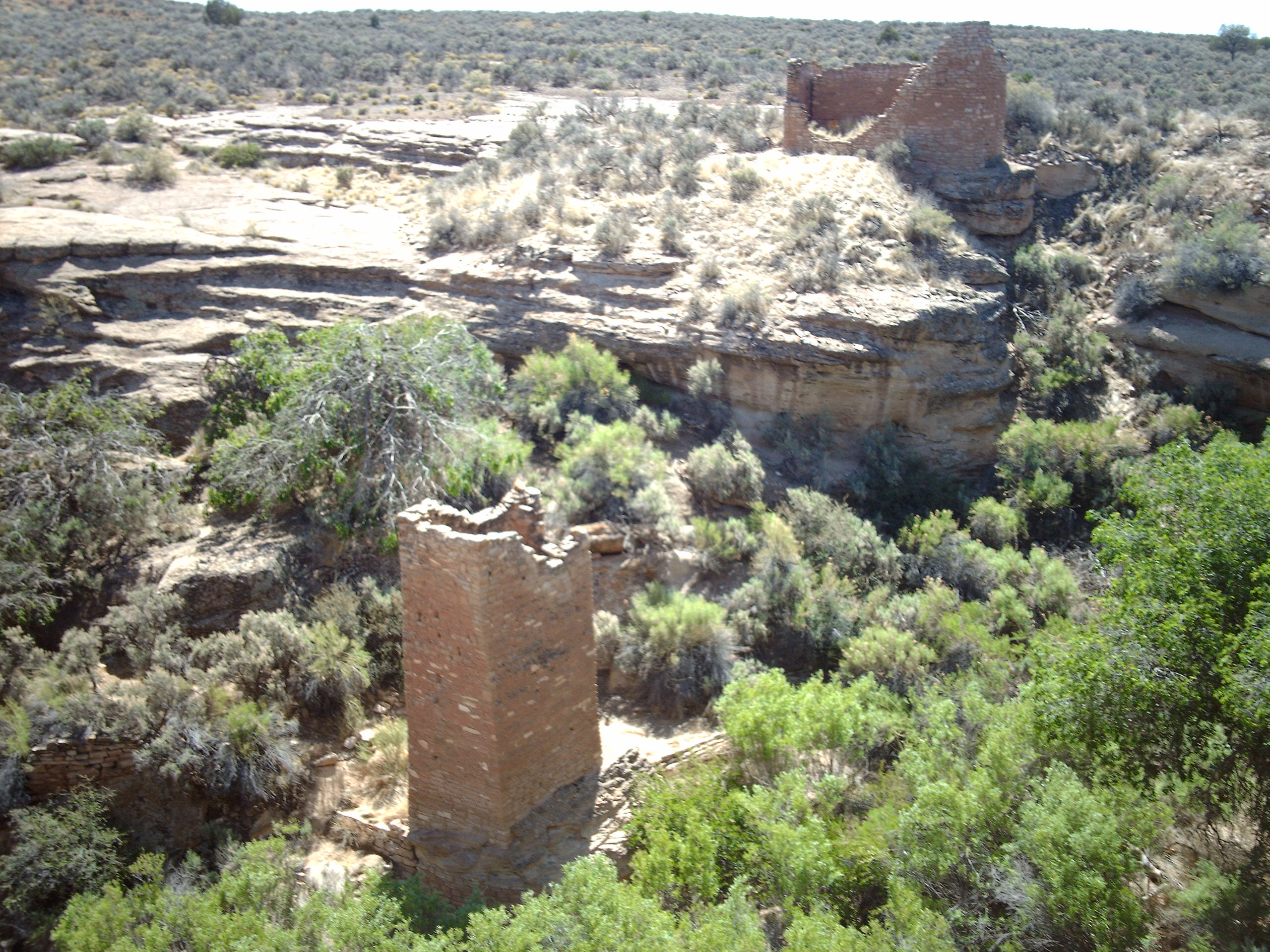
Square Tower.

En 1854, W.D. Huntington et une expédition de colons de l'Église de Jésus-Christ des saints des derniers jours sont les premières personnes originaires d'Europe à découvrir les ruines de Hovenweep, déjà connues des tribus Ute et Navajo. Le nom de Hovenweep, signifiant « vallée désertée » dans les langues Piute et Ute, est adopté par le peintre et photographe William Henry Jackson en 1874. Le nom décrit bien les canyons désolés et les mesas nues de la zone ainsi que les ruines des communautés anciennes.
En 1903, T. Mitchell Pruden annonce les résultats d'une étude à grande échelle des ruines préhistoriques du bassin hydrographique de San Juan en Utah, Arizona, Colorado et Nouveau-Mexique. Il y découvre de nombreux exemples de destructions causées par les premiers visiteurs et collectionneurs, qui mirent à bas les murs de sites d'habitation en ruines, creusèrent sous les chambres et mirent au jour les tertres funéraires associés. De la zone de Howenweep, il dit que « peu de tertres ont échappé aux mains des destructeurs. Les éleveurs, ranchers, pique-niqueurs ruraux et collectionneurs professionnels ont totalement retourné le sol et se sont emparés de nombre de poteries, en ont cassé encore bien plus et ont jonché le sol d'innombrables ossements brisés ». En 1917-1918, l'ethnologue J. Walter Fewkes du Smithsonian Institute inclut des descriptions des ruines dans ses rapports d'études archéologiques et recommande que les structures soient protégées.
Administré par le National Park Service, le Monument National est ajouté au Registre national des lieux historiques (« Registre National des Sites Historiques ») le 15 octobre 1966. Malgré la protection fédérale, peu de fouilles archéologiques d'envergure sont faites sur ces sites avant les années 1970.

## Histoire culturelle

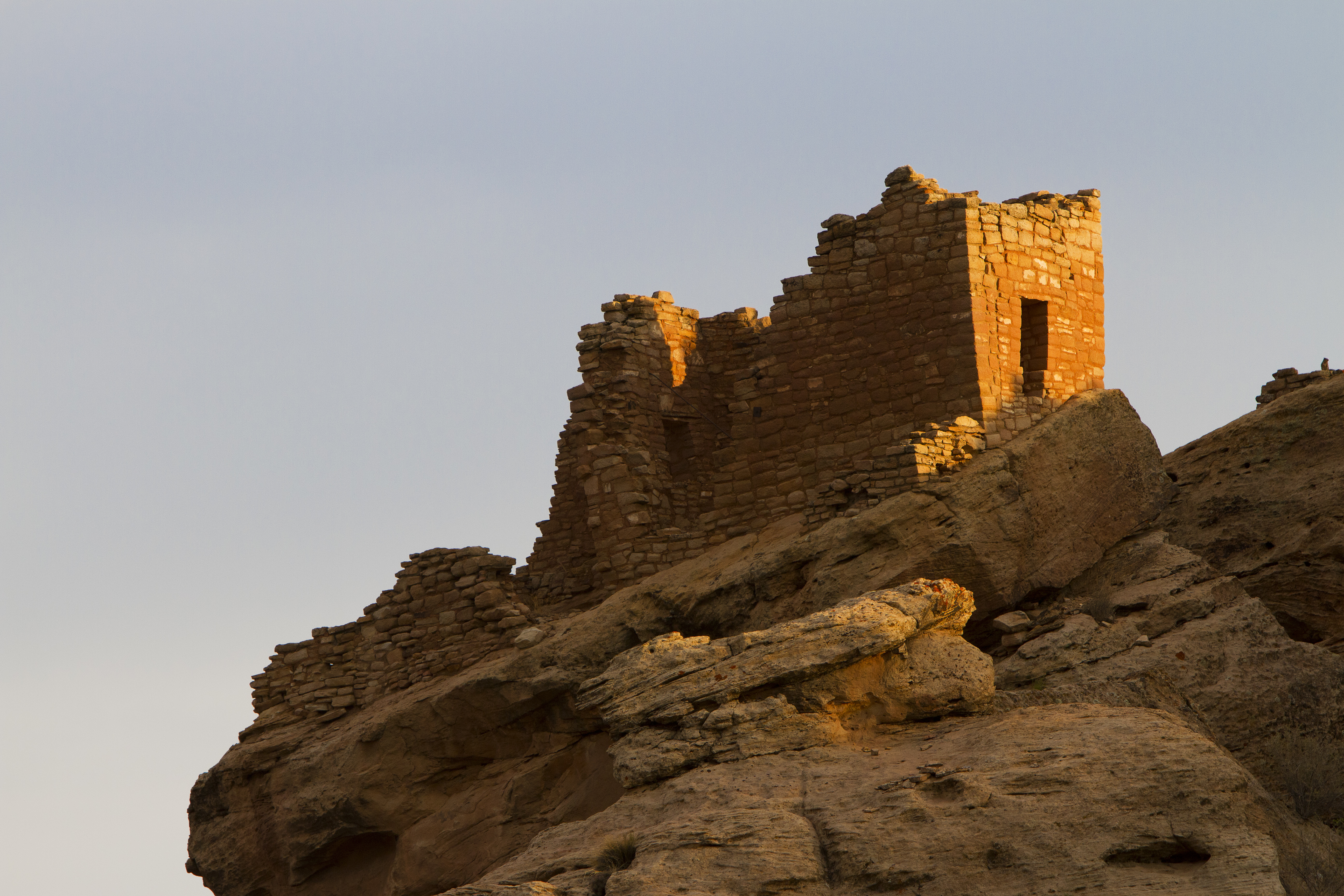
Stronghold House, Square Tower Group (Hovenweep National Monument)

Les Paléoaméricains s'établirent sur le site il y a environ 14 000 ans. Les chasseurs-cueilleurs continuèrent à prospecter autour de Hovenweep bien après l'apparition de l'agriculture, autour des années 500 de notre ère. Les archéologues s'accordent à dire qu'à cette époque le sol cultivable de la région était plus épais, que les précipitations annuelles étaient plus importantes et que la moyenne des températures était plus modérée qu'aujourd'hui. La population croissait régulièrement. Ces agriculteurs sédentaires sont généralement associés à la branche Mesa Verde des indiens Anasazis.
Entre 1150 et 1200 ap. J.-C., les habitants de Hovenweep commencèrent à construire des pueblos de plus grandes dimensions accompagnés de tours fortifiées aux entrées des canyons fermés. Ils construisirent également des barrages et réservoirs et déplacèrent leurs cultures là où l'irrigation pouvait être contrôlée. Ils élevèrent enfin de vastes tours en pierre, des quartiers d'habitation et autres abris à proximité immédiate des sources et des filtres à eau afin d'en assurer la sécurité. Goodman Point, au Colorado, est un bon exemple de vastes communautés utilisant le sommet des mesas, implantées dans la seconde moitié du XIIe siècle. Des plantes domestiquées comme le maïs, le haricot et la courge étaient cultivées dans des champs en terrasses, et l'eau nécessaire était canalisée vers des plantes sauvages utiles comme diverses monocotylédones et dicotylédones ainsi que physalis, linaigrette et wolf berry (« baie-de-loup »), une variété locale de lycium. La population de Hovenweep agrémentait ce régime de cueillette et chasse additionnelles. Ces constructions ainsi que l'usage intensif de l'irrigation portent les archéologues à croire que des variations climatiques et une surpopulation sous-jacente ont pu amener des conditions de vies de plus en plus précaires.
Les pueblos de pierre et les tours de Hovenkeep démontrent une excellente maîtrise de la maçonnerie et de l'ingénierie. Les bâtisseurs ne nivelaient pas les fondations de leurs structures, mais adaptaient la forme de celles-ci aux surfaces inégales des roches affleurantes. Les tours étaient bâties selon différents plans : base en D, carrée, ovale ou circulaire. C'est ainsi que les pueblos de pierre furent qualifiés de castles (« châteaux ») par les explorateurs du XIXe siècle.
La fonction exacte des tours est sujette à spéculation, comptant peu d'accès, peu de fenêtres et de nombreuses encoches et trous d'observations ayant été ménagés dans leurs parois. Les tours sont souvent liées à une kiva, généralement par le biais d'un tunnel, suggérant qu'elles pouvaient avoir une fonction rituelle. Les ouvertures et portes de Hovenweep Castle, dans le groupe de Square Tower, semblent constituer un calendrier solaire. Le bâtiment est orienté de façon que la lumière solaire passe par les ouvertures vers l'intérieur lorsque le soleil est à son zénith, lors des solstices d'été et d'hiver et équinoxes de printemps et automne. La lumière descend selon un schéma prévisible sur les linteaux des portes intérieures.
La population de Hovenweep quitta ses pueblos vers la fin du XIIIe siècle, probablement à cause d'une sècheresse d'échelle régionale. Des peuples de l'ensemble des Four Corners abandonnèrent également de plus petites installations au même moment, et la région s'est retrouvée presque totalement abandonnée vers 1350. Des preuves archéologiques et culturelles laissent à penser que les populations ont migré au sud et à l'est en direction des vallées, suivant le cours de la Little Colorado River et du Rio Grande.
Les peuples nomades de langue Athapaskan venus du sud, appelés Navajos par les Espagnols, succédèrent aux peuple des pueblos dans cette région durant une période comprise approximativement entre 1620 et 1650. Des groupes tribaux Ute fréquentèrent également la région, principalement pour des activités guerrières ou liées à la chasse. La Nation navajo actuelle occupe une zone qui s'étend au sud-est de Hovenweep et de nombreux Navajos (de l'ethnie Diné) vivent aux alentours, en particulier aux abords de la San Juan River, en Utah.